# Angol uralom Írországban (1175–1542)
Az angol uralom Írországban (1175–1542) névlegesen az egész szigetre kiterjedő angol fennhatóság az Ír-sziget anglonormann meghódításának elején, amely az 1175-ös windsori egyezmény alapján a formálisan ugyan még 1198-ig fennálló Ír Főkirályság megszűnésével jött létre, és az első szakasza az Ír Királyság 1542-es megalakulásáig tartott.

## Háttér
Fennállása alatt az angol uralom kormányának fennhatósága ritkán terjedt ki az egész Ír-szigetre, leginkább a Dublin körülötti Pale területére és néhány tartományi városra korlátozódott. Ezek közé tartozott Cork, Limerick, Waterford, Wexford hátországa. Eredetét egészen a Leinster dinasztia egyik tagjának, Diarmait Mac Murchada egyik döntéséig vezetik vissza, amikor behívta a normann származású walesi lovagot,  Richard de Clare-t (vagy „Erősíjat”), hogy segítsen visszaszerezni számára a trónt, miután azt egy, az akkori nagykirály vezette koalíció elvette tőle. II. Henrik, aki Anglia ura volt, és Franciaország egyes részei fölött is uralkodott, megtámadta a szigetet, hogy ellenőrizhesse Erősíjat, akiben fenyegetést látott királysága nyugati részeinek stabilitására nézve. (Korábban is voltak aggodalmak amiatt, hogy szász menekültek akár az Ír-szigetet, akár Flandriát használhatják az 1066-os normann hódítás után az ellentámadáshoz; és hogy Dél-Wales konszolidálásának vége felé a Plantagenetek támogatták az Ír-sziget felé vezető utak nyitva tartását.

## Laudabiliter 1155
Egy másik ok, ami miatt Henrik király megtámadta az ír szigetet, hogy az egyetlen angol, akit a mai napig pápává választottak, IV. Adorján 1155-ben kiadott egy pápai bullát, a Laudabilitert, mely megengedte az angol uralkodónak, hogy birtokba vegye a szigetet. Az itteni hitélet sok mindenben eltért a földrész többi részén érvényestől, mert itt kisebb befolyása volt a Szentszéknek; azonban ezen különbségek nagy része a bulla kiadásának idejére eltűnt vagy csökkent. Továbbá a korábbi ír egyház soha nem küldte el járandóságát Rómába. Ennek ellenére sok történész úgy érvel, hogy a legfontosabb indok, mely Henriket vezette Írország elfoglalásakor, az Erősíj és más normann urak felügyelete volt. Az udvariasságnak és a befogadásnak ára volt.
A pápa érvényesítette azt a jogát, hogy egy különböző uralkodóknak egy dokumentum alapján egyedüli fennhatóságot adjon szigetek fölött. Ezt az iratot, a Konstantin adományát később hamisnak találták. A 19. században kétségek merültek fel a Laudabilitert illetően is, de érvényességét III. Sándor pápa, majd az ír püspökök 1172-ben Cashelben megerősítették. A pápai bulla után a normann–angol király az „Írország ura” címet is viselhette.

## János, Írország ura, 1185–1199
Miután a sziget egy kis északi részét Henrik elfoglalta, a családját megosztó egyre mélyülő probléma megoldására használta. Területeit megosztotta fiai között, de egyik fia, János herceg nem kapott területet – innét származik gúnyneve, a Földnélküli János. Henrik később neki adta az ír területeket, és így 1185-ben „Írország ura” (Dominus Hiberniae) lett belőle. János a bátyjainak halálával angol királlyá is vált, így az ír sziget az angol korona függeléke lett.

## Fejlődés és hanyatlás
A smaragd sziget az 1200-as években, a meleg klíma és a termés miatt gyaraposott. Bevezették a  feudális rendszert, és létrejött az ír parlament. Több megyét hoztak létre a megyeszervezés során. A táj látképéhez ettől a kortól hozzátartoztak a városfalak és a várak is.
Az anglonormann vezető réteg és az egyház képviselői a normann francia nyelvet és a latint használták. Számos szegény letelepedett angolul, walesiül és flamandul beszélt. A gael területek ír nyelvjárásokon kommunikáltak.
Írországot 1315-1318 között a skót Edward Bruce, I. Róbert skót király kormányozta, akit az őslakos írek behívtak az országba, és főkirállyá koronázták, de az angolok elleni felszabadító harcokban vesztette életét. Az Ulsteri Grófság 1333-ig tartott; az 1348-50 közti fekete halál jobban megviselte a városi normann lakosságot, mint az őslakos gael klánokat. 1366-ban a Kilkenny rendelet megpróbálta a gaelek nyelvét és kultúráját betiltani, de sikertelenül. A történészek úgy hivatkoznak a gaelek 1350 és 1500 közötti feléledésére, mint arra a korszakra, mikor a korona által ellenőrzött területek csak Dublinra és annak szúk környezetére terjedt ki.
Az 1535-ös felkelés és VIII. Henrik rendelete, mellyel elkobozta az ír apátságokat, 1540 körül oda vezetett, hogy terveiben megszületett új ír királyság gondolata, melynek alapja a már létező ír parlament volt.

## A királyság létrejötte, 1542
Az angol uralkodók az „Írország ura” címet használták, hogy jelezzék rangjukat az elfoglalt Ír-szigeten. A címet az ír parlamentben 1541-ben elfogadott 1542-es, az ír koronáról szóló törvény megváltoztatta. Ekkor VIII. Henrik úgy határozott, új címet, az Írország királya címet veszi fel, és az állam neve és államformája Ír Királyság lett, de továbbra is erős angol fennhatóság alatt. VIII. Henrik azért változtatta meg a címet, mert az előző címet a pápa adományozta az angloormann uralkodóknak, és Henrik a válása miatt szakított a katolikus egyházzal, amely a címet vissza akarta vonni. Így az angol király és Róma közötti megromlott viszony miatt meg kellett változtatnia az Írországban használt rangot. VIII. Henrik azt is szerette volna ezzel elérni, hogyha így Írország névleg önálló királyság lesz, akkor ily módon nagyobb támogatást kaphat ír alattvalóitól, akik közül többen is támogatták az ebbéli elképzeléseit, bár a Rómával való szakítását viszont nem vették jó néven, és az írek megmaradtak a pápa hűségén.

## Parlamentek és nagytanácsok 1318–1369 között
- 1310 Kilkenny
- 1320 Dublin
- 1324 Dublin
- 1327 Dublin
- 1328 Kilkenny
- 1329 Dublin
- 1330 Kilkenny
- 1331 Kilkenny
- 1331 Dublin
- 1341 Dublin
- 1346 Kilkenny
- 1350 Kilkenny
- 1351 Kilkenny
- 1351 Dublin
- 1353 Dublin
- 1357 Kilkenny
- 1359 Kilkenny
- 1359 Waterford
- 1360 Kilkenny
- 1366 Kilkenny
- 1369 Dublin

## Lord Deputy of Ireland
A helytartó (Lord Deputy) az uralkodó képviselője és az ír végrehajtó hatalom feje volt az angol uralom idején, előbb Írország uradalma (Lordship of Ireland), majd az Ír Királyság alatt. 1523 előtt az ír alkirály (Viceroy of Ireland) helyetteseként működött. Többes száma: helytartók (Lords Deputy).

### A tisztség betöltői Írország uradalma (Lordship of Ireland) idején
| Név                                    | született         | meghalt                     | nemzetisége | tisztség kezdete | tisztség vége | uralkodó     |
| -------------------------------------- | ----------------- | --------------------------- | ----------- | ---------------- | ------------- | ------------ |
| Thomas de la Dale                      | 1310-es évek      | 1373                        | angol       | 1365             | 1366          | III. Eduárd  |
| Thomas Mortimer                        | 1350              | 1403                        | angol       | 1382             | 1383          | II. Richárd  |
| Thomas FitzGerald, Kildare 7. grófja   | 1421              | 1478. március 25.           | angol-ír    | 1454             | 1459          | IV. Henrik   |
| William Sherwood püspök                |                   | 1482. december 3.           | angol       | 1462             | 1462          | IV. Eduárd   |
| Thomas FitzGerald, Kildare 7. grófja   | 1421              | 1478. március 25.           | angol-ír    | 1463             | 1467          | IV. Eduárd   |
| John Tiptoft, Worcester 1. grófja      | 1427. május 8.    | 1470. október 18.           | angol       | 1467             | 1468          | IV. Eduárd   |
| Thomas FitzGerald, Kildare 7. grófja   | 1421              | 1478. március 25.           | angol-ír    | 1468             | 1475          | IV. Henrik   |
| Thomas FitzGerald, Kildare 7. grófja   | 1421              | 1478. március 25.           | angol-ír    | 1468             | 1475          | IV. Eduárd   |
| William Sherwood püspök                |                   | 1482. december 3.           | angol       | 1475             | 1477          |              |
| Gerald FitzGerald, Kildare 8. grófja   | 1456              | 1513. szeptember 3.         | angol-ír    | 1477             | 1477          |              |
| Henry Grey, Codnor 4. Grey bárója      | 1435              | 1496. április 8.            | angol       | 1478             | 1479          |              |
| Gerald FitzGerald, Kildare 8. grófja   | 1456              | 1513. szeptember 3.         | angol-ír    | 1479             | ?1494         | V. Eduárd    |
| Gerald FitzGerald, Kildare 8. grófja   | 1456              | 1513. szeptember 3.         | angol-ír    | 1479             | ?1494         | III. Richárd |
| Gerald FitzGerald, Kildare 8. grófja   | 1456              | 1513. szeptember 3.         | angol-ír    | 1479             | ?1494         | VII. Henrik  |
| Walter Fitzsimon püspök                |                   | 1511. május 14.             | angol-ír    | 1492             | 1492          |              |
| Robert Preston, Gormanston 1. vikomtja | 1435              | 1503. április 9.            | angol-ír    | 1493             | 1494          |              |
| Edward Poynings                        | 1459              | 1521. november 1.           | angol       | 1494             | 1496          |              |
| Gerald FitzGerald, Kildare 8. grófja   | 1456              | 1513. szeptember 3.         | angol-ír    | 1496             | 1513          | VIII. Henrik |
| Gerald FitzGerald, Kildare 9. grófja   | 1487              | 1534. szeptember 2.         | angol-ír    | 1513             | 1518          | VIII. Henrik |
| Maurice Fitzgerald                     | ???               | ???                         | angol-ír    | ???              | ???           | VIII. Henrik |
| Thomas Howard, Norfolk 3. hercege      | 1473. március 10. | 1554. augusztus 25.         | angol       | 1520             | 1522          | VIII. Henrik |
| Piers Butler, 8th Earl of Ormond       | 1467              | 1539                        | angol-ír    | 1522             | 1524          | VIII. Henrik |
| Gerald FitzGerald, Kildare 9. grófja   | 1487              | 1534. szeptember 2.         | angol-ír    | 1524             | 1529          | VIII. Henrik |
| William Skeffington                    | 1460-as évek      | - 1535. december 31. - 1534 | angol       | 1529             | 1532          | VIII. Henrik |
| Gerald FitzGerald, Kildare 9. grófja   | 1487              | 1534. szeptember 2.         | angol-ír    | 1532             | 1534          | VIII. Henrik |
| William Skeffington                    | 1460-as évek      | - 1535. december 31. - 1534 | angol       | 1534             | 1535          | VIII. Henrik |
| Leonard Grey, 1st Viscount Grane       | 1478              | 1541. július 28.            | angol       | 1536             | 1540          | VIII. Henrik |

### A tisztség betöltői az Ír Királyság idején
| Név                                          | született                        | meghalt                          | nemzetisége                      | tisztség kezdete | tisztség vége | uralkodó    |
| -------------------------------------------- | -------------------------------- | -------------------------------- | -------------------------------- | ---------------- | ------------- | ----------- |
| Anthony St Leger                             | ~1496                            | 1559                             | angol                            | 1540             | 1548          | VI. Eduárd  |
| Edward Bellingham                            | 1506                             | 1549                             | angol                            | 1548             | 1549          | VI. Eduárd  |
| Lord Justies – Írország főbírája             | Lord Justies – Írország főbírája | Lord Justies – Írország főbírája | Lord Justies – Írország főbírája | 1549             | 1550          | VI. Eduárd  |
| Anthony St Leger                             | ~1496                            | 1559                             | angol                            | 1550             | 1551          | VI. Eduárd  |
| James Croft                                  | ~1518                            | 1590                             | angol                            | 1551             | 1552          | VI. Eduárd  |
| Lord Justies – Írország főbírája             | Lord Justies – Írország főbírája | Lord Justies – Írország főbírája | Lord Justies – Írország főbírája | 1552             | 1553          | VI. Eduárd  |
| Anthony St Leger                             | ~1496                            | 1559                             | angol                            | 1553             | 1556          | I. Mária    |
| Thomas Radclyffe, Sussex 3. grófja           | ~1525                            | 1583                             | angol                            | 1556             | 1558          | I. Mária    |
| Thomas Radclyffe, Sussex 3. grófja           | ~1525                            | 1583                             | angol                            | 1556             | 1558          | I. Erzsébet |
| Nicholas Arnold                              | 1507                             | 1580                             | angol                            | 1564             | 1565          | I. Erzsébet |
| Henry Sidney                                 | 1529                             | 1586                             | angol                            | 1565             | 1571          | I. Erzsébet |
| William FitzWilliam                          | 1526                             | 1599                             | angol                            | 1571             | 1575          | I. Erzsébet |
| Henry Sidney                                 | 1529                             | 1586                             | angol                            | 1575             | 1578          | I. Erzsébet |
| Arthur Grey, Wilton 14. Grey bárója          | 1536                             | 1593                             | angol                            | 1580             | 1582          | I. Erzsébet |
| John Perrot                                  | 1528                             | 1592                             | wales-i                          | 1584             | 1588          | I. Erzsébet |
| William FitzWilliam                          | 1526                             | 1599                             | angol                            | 1588             | 1594          | I. Erzsébet |
| William Russell, Thornhaugh 1. Russel bárója | 1553                             | 1613                             | angol                            | 1594             | 1597          | I. Erzsébet |
| Thomas Burgh, Burgh 3. bárója                | ~1558                            | 1597                             | angol                            | 1597             | 1597          | I. Erzsébet |
| Robert Devereux, Essex 2. grófja             | 1565                             | 1601                             | angol                            | 1599             | 1599          | I. Erzsébet |
| Charles Blount, Mountjoy 8. bárója           | 1563                             | 1606                             | angol                            | 1600             | 1603          | I. Jakab    |
| George Carey                                 | ~1541                            | 1616)                            | angol                            | 1603             | 1604          | I. Jakab    |
| Arthur Chichester, Chichester 1. bárója      | 1563                             | 1625                             | angol                            | 1605             | 1616          | I. Jakab    |
| Oliver St John, Grandison 1. vikomtja        | 1559                             | 1630                             | angol                            | 1616             | 1622          | I. Jakab    |
| Henry Cary, Falkland 1. vikomtja             | ~1575                            | 1633                             | angol                            | 1622             | 1629          | I. Károly   |
| Thomas Wentworth, Strafford 1. grófja        | 1593                             | 1641                             | angol                            | 1632             | 1640          | I. Károly   |
| Christopher Wandesford                       | 1592                             | 1640)                            | angol                            | 1640             | 1640          | I. Károly   |
| Robert Sidney, Leicester 2. grófja           | 1595                             | 1677                             | angol                            | 1640             | 1643          | I. Károly   |
| James Butler, Ormonde 1. hercege             | 1610                             | 1688                             | Anglo-Irish                      | 1644             | 1650          | I. Károly   |
| Henry Ireton                                 | 1611                             | 1651                             | angol                            | 1650             | 1651          | I. Károly   |
| Charles Fleetwood                            | ~1618                            | 1692                             | angol                            | 1652             | 1657          | I. Károly   |
| Henry Cromwell                               | 1628                             | 1674                             | angol                            | 1657             | 1658          | I. Károly   |
| Edmund Ludlow                                | ~1617                            | 1692                             | angol                            | 1659             | 1660          | I. Károly   |
| George Monck, Albemarle 1. hercege           | 1608                             | 1670                             | angol                            | 1660             | 1661          | I. Károly   |
| James Butler, Ormonde 1. hercege             | 1610                             | 1688)                            | ír                               | 1662             | 1668          | I. Károly   |
| Thomas Butler, Ossory 6. grófja              | 1634                             | 1680                             | ír                               | 1668             | 1669          | I. Károly   |
| John Robartes, Radnor 1. grófja              | 1606                             | 1685                             | angol                            | 1669             | 1670          | I. Károly   |
| John Berkeley, Stratton 1. Berkeley bárója   | 1602                             | 1678                             | angol                            | 1670             | 1672          | I. Károly   |
| Arthur Capell, Essex 1. grófja               | ~1631                            | 1683                             | angol                            | 1672             | 1677          | I. Károly   |
| James Butler, Ormonde 1. hercege             | 1610                             | 1688)                            | ír                               | 1677             | 1682          | I. Károly   |
| Richard Butler, Arran 1. grófja              | 1639                             | 1686                             | ír                               | 1682             | 1684          | I. Károly   |
| James Butler, Ormonde 1. hercege             | 1610                             | 1688                             | ír                               | 1684             | 1685          | I. Károly   |
| Lord Justies – Írország főbírája             | Lord Justies – Írország főbírája | Lord Justies – Írország főbírája | Lord Justies – Írország főbírája | 1685             |               | I. Károly   |
| Henry Hyde, Clarendon 2. grófja              | 1638                             | 1709                             | angol                            | 1685             | 1687          | I. Károly   |
| Richard Talbot, Tyrconnell 1. grófja         | ~1630                            | 1691                             | Irish                            | 1687             | 1688          |             |

A címet az „Írország hadnagya” (Lord Lieutenant of Ireland) váltotta fel, akit informálisan gyakran „alkirálynak” (Viceroy) neveztek. A hadnagy (Lieutenant) az Angol Királyságban megyei tisztviselő volt, aki a katonai és rendvédelmi erők irányításáért felelt az adott területen. A hadnagy feladatai közé tartozott a katonai védelmi feladatok ellátása és a helyi rend fenntartása. Gyakran a megye fegyveres erőinek parancsnoka volt, különösen vészhelyzetekben vagy katonai konfliktusok esetén. Írországot az angol korona egy területnek tekintette. Értelemszerű, hogy egy Angol megyének a hadnagyi és Írország hadnagyi tisztsége bár az elnevezés logikájában egyezett, nem azonos súlyt képviselt.